# Microquasar

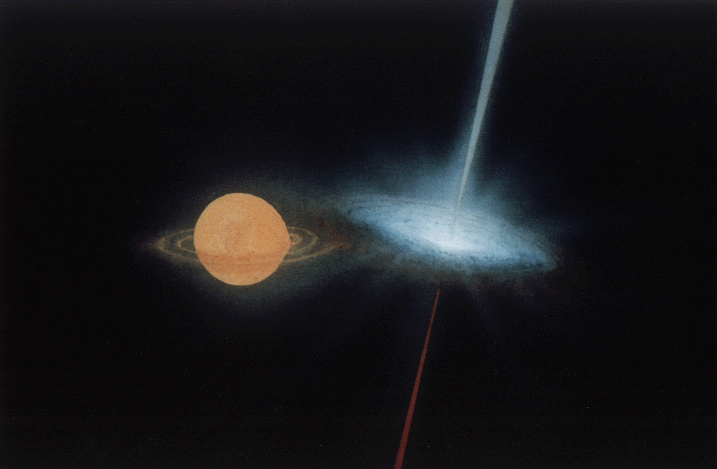
Desen artistic imaginar al microquasarului SS 433.

Un microquasar, versiunea mai mică a unui quasar, este o regiune compactă ce înconjoară o gaură neagră cu o masă de câteva ori mai mare decât cea a soarelui nostru și a stelei sale companioane. Materia atrasă de steaua companioană formează un disc de acreție în jurul găurii negre. Acest disc de acreție poate deveni atât de fierbinte, din cauza frecării, încât să înceapă să emită raze X. Discul proiectează și fluxuri înguste sau „jeturi⁠(d)” de particule subatomice la viteză apropiată de a luminii, generând o emisie puternică de unde radio. 

## Generalități
Primul microquasar, SS 433, a fost descoperit în 1979. Acesta a fost considerat a fi cel mai exotic caz până când în 1994 au fost descoperite obiecte similare, cum ar fi GRS 1915+105.
În unele cazuri, noduri de plasmă mai luminoasă din jeturi par să călătorească mai repede decât viteza luminii, o iluzie optică numită mișcare superluminică⁠(d), cauzată de faptul că particulele de viteză subluminică sunt proiectate la un unghi mic față de observator.
Premiul Bruno Rossi al Societății Astronomice Americane⁠(d) pe 1996 a fost acordat lui Felix Mirabel și lui Luis Rodriguez pentru descoperirea mișcării superluminice⁠(d) a nodurilor radio în GRS 1915+105, precum și pentru descoperirea jeturilor radio cu două sensuri din sursele galactice 1E1740.7-2942⁠(d) și GRS 1758-258.
Datorită dimensiunilor mai mici ale microquasarilor, multe dintre efecte sunt scalate diferit față de quasarii normali. În quasari, temperatura medie a discului de acreție este de câteva mii de grade, în timp ce într-un microquasar temperatura medie este de câteva milioane de grade. Dimensiunea medie a discului de acreție al unui quasar este de 1.000.000.000 km², în timp ce la microquasari mărimea medie este de numai 1.000 km². Quasarii pot proiecta jeturi de până la câteva milioane de ani lumină, în timp ce microquasarii le pot proiecta doar la câțiva ani lumină; totuși, „nodurile” din jeturile unui microquasar pot prezenta o mișcare proprie (mișcare unghiulară pe cer) de ordinul a câtorva mii de ori mai rapidă decât cea a nodurilor dintr-un jet de quasar deoarece microquasarii observați (fiind situați în galaxia Calea Lactee) sunt de regulă la distanțe de ordinul kiloparsecilor, spre deosebire de quasarii aflați la megaparseci sau gigaparseci distanță.